# Edward Forbes
Pour les articles homonymes, voir Forbes (homonymie).
Edward Forbes FRS, né le 12 février à Douglas, île de Man − mort le 18 novembre 1854 à Édimbourg, est un naturaliste britannique.

## Biographie
Effectuant de nombreux dragages autour des îles Britanniques et en mer Méditerranée, il établit qu'en dessous de 500 m de profondeur il n'existe plus de vie animale. Il fallut des années d'observations pour que ce mythe du « zéro vie animale » soit détruit. 

## Publications
- A History of British Star-Fishes, and Other Animals of the Class Echinodermata (1841)[2]
- Literary Gazette (25 novembre 1854).
- Edinburgh New Philosophical Journal (New Ser.) (1855).
- Quart. Journ. Geol. Soc. (mai 1855).
- G. Wilson et A. Geikie, Memoir of Edward Forbes (1861), où, p. 575–583, est donnée une liste des écrits de Forbes.
- Literary Papers, édités par Lovell Reeve (1855).

Les œuvres suivantes sont posthumes :
- On the Tertiary Fluvioniarine Formation of the Isle of Wight (Geol. Survey), édité par RAC Godwin-Austen (1856)
- The Natural History of the European Seas, édité et complété par RAC Godwin-Austen (1859).